# Vincetoxicum albovianum
Vincetoxicum albovianum là một loài thực vật có hoa trong họ La bố ma. Loài này được (Kusnezov) Pobedimova miêu tả khoa học đầu tiên năm 1973.